# Deltote homopteridia
Deltote homopteridia is een vlinder uit de familie van de uilen (Noctuidae). De wetenschappelijke naam van deze soort is voor het eerst voorgesteld als Lithacodia homopteridia door William Schaus in een publicatie uit 1911.
De soort komt voor in Costa Rica.